# 대한민국배구협회
대한민국배구협회(Korea Volleyball Association) 또는 대한배구협회는 배구경기를 국민에게 널리 보급하여 국민의 체력향상과 건전하고 명랑한 기풍을 진작하고 우수한 선수를 양성하여 국민체육 발전에 이바지할 목적으로 2007년 11월 7일 설립된 대한민국 문화체육관광부 소관의 사단법인으로 대한민국의 배구를 총괄하는 기구이다. 사무실은 서울특별시 송파구  올림픽로 424, 올림픽회관 신관 224호 (방이동 88)에 있다.
한국배구연맹과는 별개의 단체이다.

## 연혁
- 1916년 3월 : YMCA 지도자 Mr Bahnhart에 의해 처음으로  청소년들에게 소개
- 1917년 3월 : YMCA 체육관에서 최초로 서구팀과 한국 청소년팀과의 배구경기 개최
- 1925년 10월 : 조선일보사 주최 제1회 조선 배구 선수권 대회 개최 (최초의 공식 경기)
- 1931년 : 제9회 조선 여자 올림픽 대회 참가
- 1946년 3월 : 대한배구협회 창립 (초대회장 : 조동식 회장)
- 1946년 5월 : 제1회 전국배구선수권대회 개최
- 1954년 10월 : 홍콩에 첫 해외 원정 경기 참가
- 1955년 5월 : 제1회 아시아 선수권 대회 참가
- 1959년 10월 : 국제배구연맹(FIVB) 가입
- 1960년 4월 : 일본 게이오 대학팀 방한
- 1962년 4월 : 박계조배 대회 개최
- 1976년 7월 : 1976년 몬트리올 올림픽 여대표팀 동메달 획득
- 1984년 1월 : 백구의 대제전 - 대통령배 대회 개최(이후 슈퍼리그, V-투어로 이어짐)
- 1997년 8월 : 하계유니버시아드 대회 2연패
- 1999년 12월 : 2000 시드니올림픽 아시아 예선전 우승(남, 녀)
- 2000년 8월 : 시드니 올림픽 참가 (남 9위, 여 8위)
- 2001년 9월 : 제11회 아시아 남자 배구선수권대회 우승, 제11회 세계 청소년 여자 배구선수권대회 준우승
- 2002년 10월 : 제14회 부산 아시안게임 남자 금메달, 여자 은메달
- 2003년 8월 : 2003 대구 하계 유니버시아드 남자 금메달
- 2004년 9월 : 제12회 아시아 청소년 남자 배구선수권대회 우승
- 2004년 10월 : 프로배구 출범(한국배구연맹)
- 2005년 7월 : 아시아 남자배구 최강전 3연속 우승
- 2006년 12월 : 제15회 도하 아시안게임 남자 금메달
- 2008년 10월 : 제35대 임태희 회장 취임
- 2012년 8월 : 2012년 런던 올림픽 여자 4위

## 주요 사업
- 배구경기의 기본방침 심의 및 결정
- 배구경기에 관한 자문 및 건의
- 배구국제경기대회 개최 및 참가
- 배구경기대회 개최 및 주관

## 사건 사고 구설수

### 선수 연금 누락 사건
2017년 8월, 전직 배구 선수 2명의 2004년부터 2017년까지 13년간 지급되어야 할 연금이 대한민국배구협회에 의하여 누락된 사건이 보도되었다.

### 권력자에 대한 감사 표명 강요 구설수
2021년 8월 도쿄 올림픽 선수단 귀국 기자회견에서 사회를 맡은 배구협회 운영위원이 주장인 김연경 선수에게 문재인 대통령에 대한 감사 인사 공개 표명을 반복적으로 요구하여 국민들과 배구 애호가들의 빈축을 샀고, 배구협회 홈페이지 게시판에는 이에 대한 항의가 쏟아지는 등의 물의를 일으켰다.